# Kecerovce
Kecerovce este o comună slovacă, aflată în districtul Košice-okolie din regiunea Košice, pe malul râului Oľšava⁠(d). Localitatea se află la altitudinea de 328 m deasupra n.m., se întinde pe o suprafață de 13,81 km2 și în 2017 număra 3.477 de locuitori.

## Istoric
Localitatea Kecerovce este atestată documentar din 1567.

## Demografie
| An:                | 1994 | 2004    | 2014    | 2024    |
| ------------------ | ---- | ------- | ------- | ------- |
| Număr de persoane: | 1937 | 2582    | 3283    | 4076    |
| Diferență:         |      | +33,29% | +27,14% | +24,15% |

| An:                | 2023 | 2024   |
| ------------------ | ---- | ------ |
| Număr de persoane: | 3973 | 4076   |
| Diferență:         |      | +2,59% |